# Safnou
Safnou (àrab: سفنو, Safnū) és un illot deshabitat del grup de les illes dels Quèrquens (Qerqenna) a Tunísia situat enfront de la costa nord-oest de l'illa de Chergui, davant el petit poble d'En Najet.